# Lazar Čurčić
Lazar Laza Čurčić (Titel, 24. oktobar 1926) srpski je bibliotekar, bibliolog i istoričar srpske knjige, književnosti i kulture. Dobitnik je nagrade Zlatna knjiga Biblioteke Matice srpske za 2019. godinu.

## Biografija
Lazar Čurčić, rođen u Titelu 24. oktobra 1926. godine, tokom svog dugogodišnjeg aktivnog rada, kao i posle penzionisanja, ostvario je kapitalne rezultate na polju otkrivanja, prikupljanja, evidentiranja, opisa i popularizacije rukopisnih i starih srpskih štampanih knjiga i listova i objavio veliki broj radova iz istorije srpskih knjiga, književnosti i kulture od srednjeg veka do polovine 19. veka.

## Rad
Na osnovu izuzetnih rezultata postignutih u bibliotečko-informacionoj delatnosti stekao je zvanje bibliotekar savetnik, najviše stručno zvanje u ovoj oblasti, i jedini je bibliotekar koji je dobio nacionalnu penziju odlukom Vlade Srbije.O značaju dela Lazara Čurčića za srpsko bibliotekarstvo, istoriju srpske knjige i srpsku nauku i kulturu uopšte svedoči njegov obiman stvaralački opus - mnogobrojni radovi, prilozi i recenzije, kao i knjige čiji je on autor, redaktor ili priređivač. Broj objavljenih radova Lazara Čurčića i literature o njemu stalno se uvećava i danas prelazi 700 jedinica.
Na njegovu inicijativu: izlazile su novine Titelski letopis, osnovano je Društvo prijatelja Titela, počeo je da izlazi Godišnjak Narodne biblioteke Stojan Trumić. Organizovao je gostovanje akademika, univerzitetskih profesora, naučne skupove, obeležavanje značajnih jubileja vezanih za Titel, njegova naselja i Šajkašku oblast.
Brojni su objavljeni radovi Lazara Čurčića, 74 dela u 131 publikaciji i 330 bibliotečkih fondova.

## Nagrade

### Zlatna knjiga Biblioteke Matice srpske
Biblioteka Matice srpske obeležila je svoj dan, pa i spomen na 1864. godinu kada je doneta odluka o preseljenju Matice srpske i njene biblioteke iz Pešte u Novi Sad. Na Svečanoj akademiji ovogodišnjem laureatu Lazaru Čurčiću dodeljena je nagrada „Zlatna knjiga Biblioteke“, koju čine povelja, plaketa i grafika Dragana Stojkova. Ovoj svečanosti prisustvovali su visoki republički i pokrajinski zvaničnici, ministar kulture i informisanja, Vladan Vukosavljević, pokrajinski sekretar za kulturu i javno informisanje, Dragana Milošević, a prisutnima su se obratili i predsednik Matice srpske prof. dr Dragan Stanić, upravnik BMS, Selimir Radulović i nagrađeni bibliotekar, Lazar Čurčić.Odluku da se ova nagrada dodeli Čurčiću jednoglasno je doneo žiri koji su činili akademik Miro Vuksanović - predsednik, prof. emeritus dr Slavko Gordić i mr Dušica Grbić, arheograf savetnik. Prihvaćen je obrazloženi predlog profesora Filozofskog fakulteta dr Gordane Raičević i dr Milivoja Nenina.
Pokrajinska sekretarka za kulturu, informisanje i odnose sa verskim zajednicama Dragana Milošević rekla je da je današnji „datum iznad svih datuma“, kada je preseljenjem Biblioteke Matice srpske iz Pešte u Novi Sad, Novi Sad s pravom postao „srpska Atina“.
„Ovo je veliki dan za Biblioteku Matice srpske, ali i za srpsku kulturu uopšte – 193 godine dugog i važnog kontinuiteta pravi je praznik srpske kulture. Od 4.000 knjiga Save Tekelije, koje su u početku bile druga najveća donacija posle Platona Atanackovića, danas ova biblioteka ima oko četiri miliona naslova. Taj ogroman raspon predstavlja dokaz o razvoju srpske kulture, o njenoj razbokorenosti i o značaju ove ustanove“ - Vladan Vukosavljević 

### Novembarska nagrada
Lazar Čurčić je 8. novembra 2018. dobitnik plakete sa novčanom nagradom, za izuzetan doprinos razvoju bibliotekarstva, istorije srpske književnosti i čuvanje i negovanje istorijske kulture Šajkaške i Titela.

## Dela
- Kazivanja o Biblioteci Matice Srpske[6]
- Srpske knjige i srpski pisci 18. veka[6]
- Ishod i staze srpskih knjiga 18. veka[7]
- Knjiga o Zahariji Orfelinu[7]
- Katalog dela Dositeja Obradovića u Biblioteci Matice srpske[7]
- Чурчић, Лазар (1974). „Псалтир Божидара Вуковића из 1519-1520. године”. Зборник Матице српске за књижевност и језик. 22 (3): 463—486.
- Чурчић, Лазар (1986). „Неки проблеми прештампаних издања Божидара и Вићенца Вуковића”. Штампарска и књижевна дјелатност Божидара Вуковића Подгоричанина. Титоград: ЦАНУ. стр. 181—194.

## Spoljašnje veze
- „Obeležen Dan Biblioteke Matice srpske”. Архивирано из оригинала 27. 05. 2019. г. Приступљено 27. 05. 2019.
- Popularisao stare knjige
- Dobitnik Novembarske nagrade
- Most wildly held works by Čurčić Lazar
- Lazaru Čurčiću Zlatna knjiga Biblioteke Matice srpske
- Da li ste pročitali ove knjige?
- Čurčiću Zlatna knjiga
- „Lazar Čurčić dobitnik Zlatne knjige”. Архивирано из оригинала 27. 05. 2019. г. Приступљено 27. 05. 2019.